# 小島一平
小島一平（日语：／ Kojima Ippei，1944年—），是一名已退役日本男子羽球運動員，在1960年代中期到1970年代中期，他贏得8項日本國家男子單打冠軍和一些主要國際冠軍。
小島一平的特點是出色的腳速、強大的韌性，以及身材矮小（約1.52米）卻擁有驚人力量。他是僅有兩位在著名的丹麥羽球公開賽（1970年）贏得男子單打冠軍的日本球員中的第一位。他還在1968年和1969年與不同的合作夥伴分享了丹麥羽球公開賽男子雙打冠軍。1970年，他在美國和加拿大羽球公開賽中進入了所有三個項目的決賽，並在美國贏得男子雙打冠軍，在加拿大贏得男子單打和混合雙打冠軍。1971年，他在新加坡羽球公開賽上贏得男子單打冠軍，並在與加拿大卡加利牛仔節一起舉行的一次性賽事中贏得男子單打，在決賽中擊敗丹麥的史溫·普利。也許小島一平職業生涯中最引人注目的比賽是1970年和1971年在湯姆斯盃、全英羽球錦標賽以及其他主要場館對陣指標性人物梁海量的一系列接近但失敗的單打賽事。